# Jupiterova atmosfera
Jupiterova atmosfera najveća je planetarna atmosfera u Sunčevom sustavu. Uglavnom se sastoji od molekularnog vodika i helija u približno solarnim omjerima; ostali kemijski spojevi prisutni su samo u malim količinama i uključuju metan, amonijak, sumporovodik i vodu. Iako se smatra da voda boravi duboko u atmosferi, njena izravno izmjerena koncentracija je vrlo niska. Obilje dušika, sumpora i plemenitih plinova u Jupiterovoj atmosferi premašuju solarne vrijednosti za oko tri.
Atmosferi Jupitera nedostaje jasna donja granica i postepeno prelazi u tekuću unutrašnjost planeta. Od najnižih do najviših, atmosferski slojevi su troposfera, stratosfera, termosfera i egzosfera. Svaki sloj ima karakteristične gradijente temperature. Najniži sloj, troposfera, ima kompliciran sustav oblaka i izmaglica, koji sadrži slojeve amonijaka, amonijevog hidrosulfida i vode. Gornji amonijski oblaci vidljivi na površini Jupitera organizirani su u desetak zonskih pruga paralelnih s ekvatorom i omeđeni su snažnim zonskim atmosferskim protocima (vjetrovima) poznatim kao mlazovi. Pruge se izmjenjuju u boji: tamni se nazivaju pojasi, dok se svijetli nazivaju zonama. Zone, koje su hladnije od pojasâ, odgovaraju gornjim dijelovima, dok pojasi označavaju silazni plin. Smatra se da je svjetlija boja zona proizvedena iz amonijskog leda; ono što daje pojasima njihove tamnije boje je nepoznato. Podrijetlo prugaste strukture i mlazeva nije dovoljno razjašnjeno, iako postoje tzv. „plitki model“ i „duboki model“.
Jupiterova atmosfera pokazuje širok raspon aktivnih pojava, uključujući nestabilnost pojasa, vrtloge (ciklone i anticiklone), oluje i munje. Vrtlozi se otkrivaju kao velike crvene, bijele ili smeđe pjege (ovali). Najveće dvije točke su Velika crvena pjega i Oval BA, koja je također crvena. Ove dvije i većina ostalih velikih pjega su anticiklonske. Manje anticiklone imaju tendenciju bijele boje. Smatra se da su vrtlozi relativno plitke građevine s dubinom koja ne prelazi nekoliko stotina kilometara. Smještena na južnoj hemisferi, Velika pjega je najveći poznati vrtlog Sunčevog sustava. Mogla bi progutati dvije ili tri Zemlje te postoji najmanje tristo godina. Oval BA, južno od Velike crvene pjege, crvena je pjega trećine veličine Velike crvene pjege koja je nastala 2000. godine spajanjem triju bijelih ovala.
Jupiter ima snažne oluje, često praćene udarima munja. Oluje su rezultat vlažne konvekcije u atmosferi koja je povezana s isparavanjem i kondenzacijom vode. To su mjesta jakog gibanja zraka prema gore, što dovodi do stvaranja svijetlih i gustih oblaka. Oluje se formiraju uglavnom u područjima pojasa. Udarci munje na Jupiteru stotinama su puta snažniji od onih koji se vide na Zemlji, a pretpostavlja se da su povezani s vodenim oblacima.

## Kemijski sastav
Sastav Jupiterove atmosfere sličan je sastavu Jupitera u cjelini. Jupiterova atmosfera najopsežnije istražena od atmosfera svih plinovitih divova, jer ju je izravno istraživala atmosferska sonda Galileo prilikom ulaska u Jupiterovu atmosferu 7. prosinca 1995. godine. Ostali izvori podataka o sastavu atmosfere Jupiter uključuju Infracrveni svemirski opservatorij (ISO), orbiteri Galileo i Cassini, i opažanja sa Zemlje.
Dva glavna sastojka jovijanske atmosfere su molekularni vodik (H2) i helij. Obilje helija je 0.157 ± 0.004 u odnosu na molekularni vodik prema broju molekula, a njegov maseni udio je 0.234 ± 0.005, što je nešto niže od primordijalne vrijednosti Sunčevog sustava. Razlog ovako malog obilja helija nije u potpunosti poznat, ali neki se helij možda kondenzirao u Jupiterovu jezgru. Ova kondenzacija vjerojatno će biti u obliku helijeve kiše: vodik se pretvara u metalni vodik na dubinama većim od 10 000 km, helij se odvaja od njega tvoreći kapljice koje se, gušće od metalnog vodika, spuštaju prema jezgri. To također može objasniti snažno iscrpljivanje neona, elementa koji se lako otapa u kapljicama helija i koji bi se u njima transportiran prema jezgri.
Atmosfera sadrži razne jednostavne spojeve kao što su voda, metan (CH4), sumporovodik (H2S) amonijak (NH3) i fosfin (PH3) Njihovo obilje u dubokoj troposferi podrazumijeva da je atmosfera Jupitera obogaćena ugljikom, dušikom, sumporom i eventualno kisikom. Plemeniti plinovi argon, kripton i ksenon također se pojavljuju u izobilju u odnosu na solarne razine, dok je neon oskudniji. Drugi kemijski spojevi kao što su arsin (AsH3) i german (GeH4) su prisutni samo u tragovima. Gornja Jupiterova atmosfera sadrži male količine jednostavnih ugljikovodika poput etana, acetilena i dijacetilena koji nastaju iz metana pod utjecajem sunčevog ultraljubičastog zračenja i nabijenih čestica koje dolaze iz Jupiterove magnetosfere. Smatra se da ugljični dioksid, ugljični monoksid i voda prisutni u gornjoj atmosferi potječu od kometa koji utječu na udar, poput kometa Shoemaker-Levy 9.

## Zone, pojasi i mlazevi
Postoje dvije vrste pruga na Jupiteru: svijetlo obojene zone i relativno tamni pojasi. Šira ekvatorijalna zona (EZ) prostire se između jovigrafskih širina od oko 7° J do 7° S. Iznad i ispod EZ, sjeverni i južni ekvatorski pojas (SEP i JEP) protežu se do 18° J i 18° S. Dalje od ekvatora leže sjeverne i južne tropske zone (StrZ i JTrZ). Naizmjenični uzorak pojasâ i zonâ nastavlja se sve do polarnih područja na približno 50 stupnjeva jovigrafske širine, gdje njihov vidljivi izgled postaje pomalo prigušen. Osnovna struktura zona i pojasa vjerojatno se proteže prema polovima, dosežući barem do 80° sjeverno ili južno.
Razlika u izgledu između zona i pojasa uzrokovana je razlikama u neprozirnosti oblaka. Koncentracija amonijaka je viša u zonama, što dovodi do pojave gušćih oblaka amonijaka na većim nadmorskim visinama, što zauzvrat dovodi do njihove svjetlije boje. S druge strane, u pojasima su oblaci tanji i nalaze se na nižim visinama. Gornja troposfera hladnija je u zonama, a toplija u pojasima.  
Jovijanski pojasi omeđeni su zonskim atmosferskim tokovima (vjetrovima), zvanim mlazevi. Progradni mlazevi gibaju se prema istoku te se nalaze na prijelazu iz zona u pojase (udaljavaju se od ekvatora), dok se retrogradni mlazevi gibaju prema zapadu te označavaju prijelaz s pojasa u zone. Takvi obrasci brzine protoka znače da se zonski vjetrovi smanjuju u pojasima i povećavaju zone od ekvatora do pola. Stoga je smicanje vjetra u pojasima ciklonalno, dok je u zonama anticiklonalno. EZ je iznimka od ovog pravila; ona pokazuje jak progradni mlaz istoka i ima lokalni minimum brzine vjetra točno na ekvatoru. Brzine mlaza su na Jupiteru velike i dostižu više od 100 m/s. Ove brzine odgovaraju oblacima amonijaka koji se nalaze u rasponu tlaka od 0,7 do 1 bar. Progradni mlazevi općenito su snažniji od retrogradnih mlazeva.  